# Sexting
Sextingul - se referă la trimiterea de SMS-uri, fotografii și filmulețe erotice prin intermediul telefonului mobil sau a internetului.